# Norsk Folkemuseum

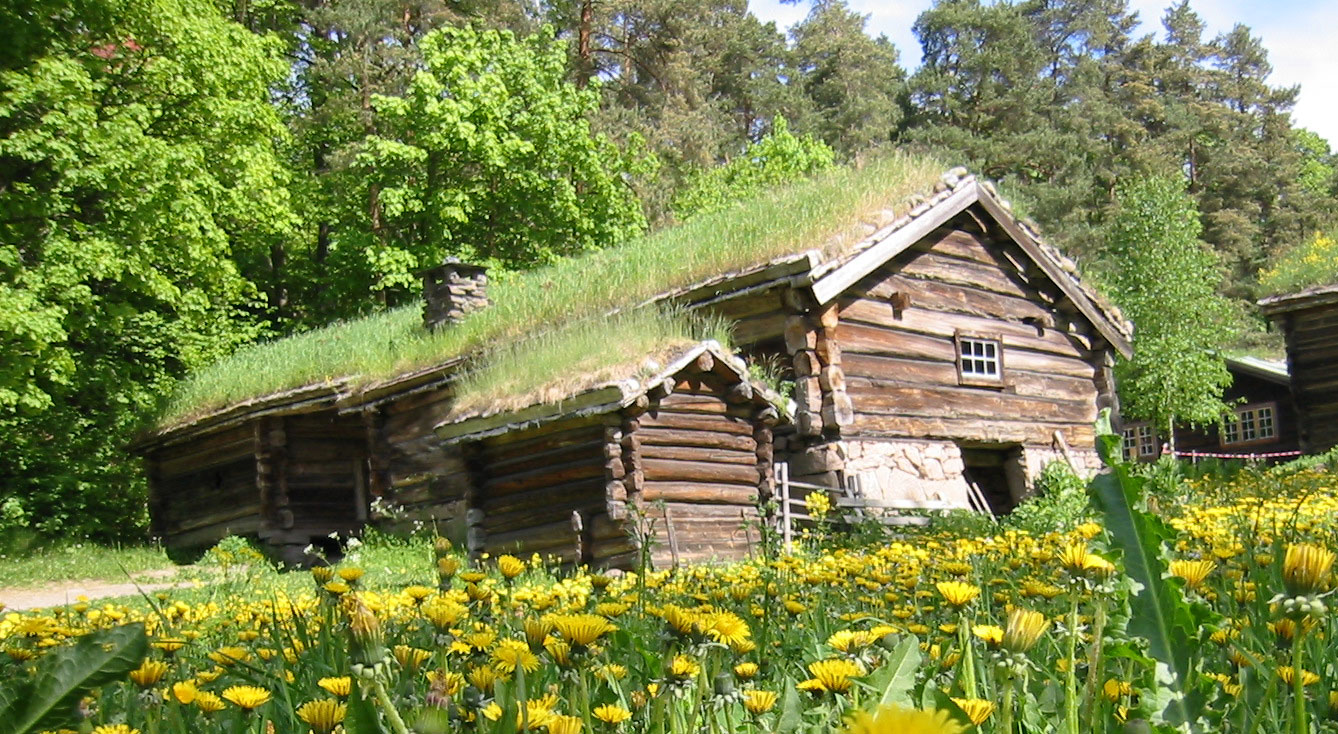
Huizen in het openluchtmuseum

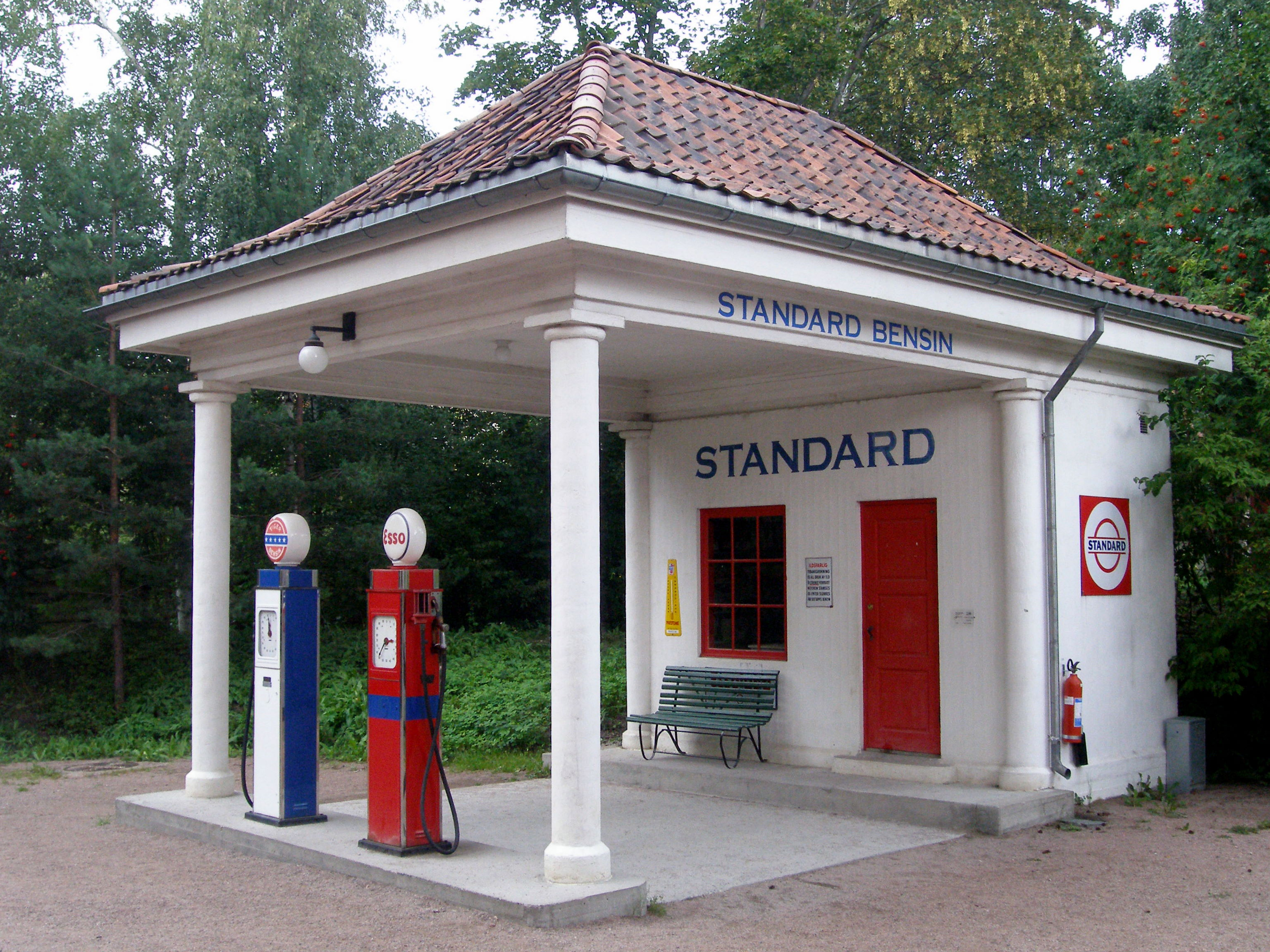
Benzinestation

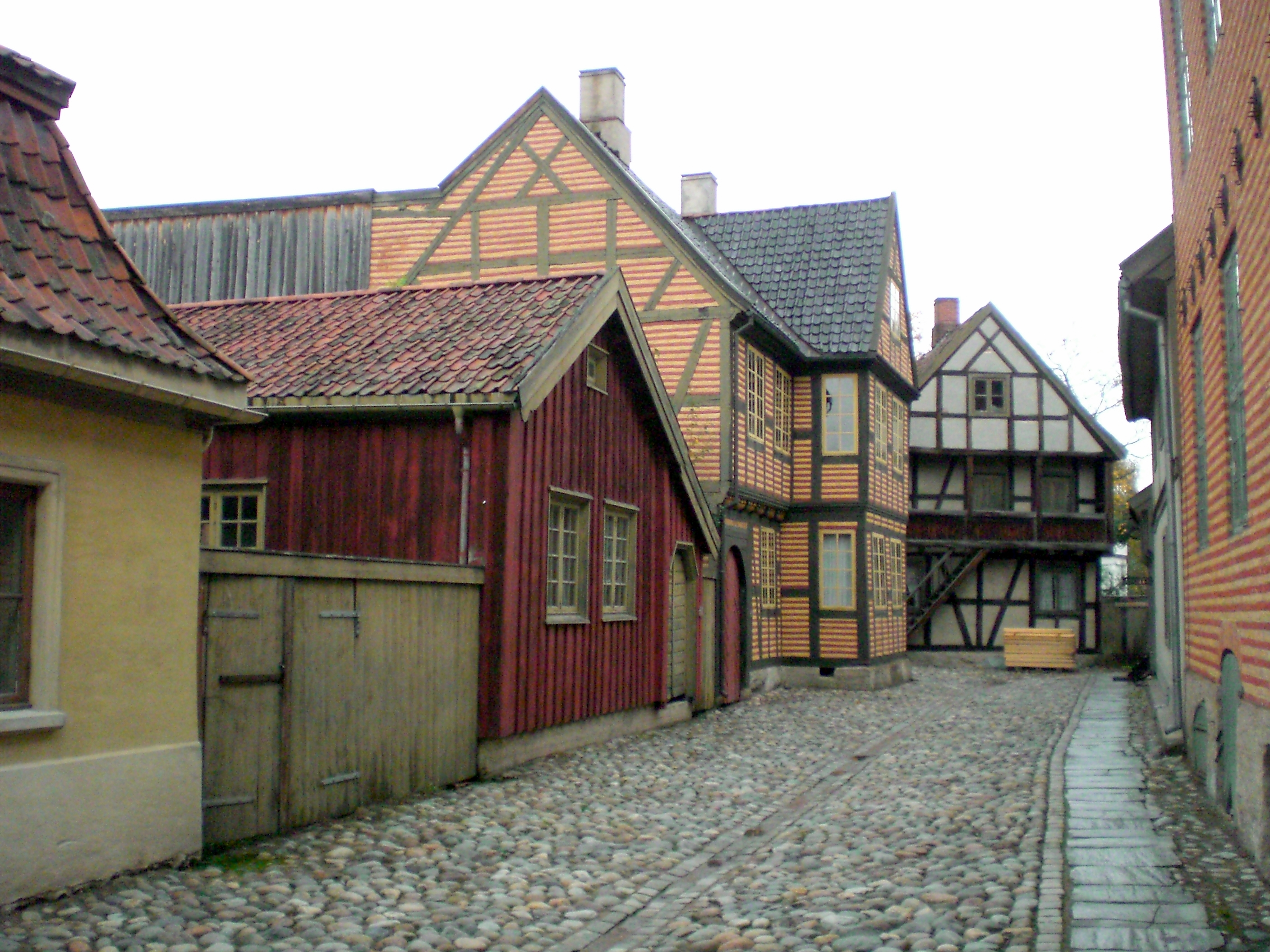
Straatje met vakwerkhuizen

Het Noors volksmuseum (Noors:Norsk Folkemuseum) op Bygdøy in Oslo is een groot openluchtmuseum. Het is opgericht in 1894 door Hans Aall met circa 155 gebouwen zoals oude huizen, kerken, schuren en andere gebouwen van over het hele land verzameld uit diverse streken van Noorwegen.
Enkele gebouwen zijn onder meer de staafkerk van Gol uit de 13e eeuw en Raulandstua uit de 14e eeuw. In 2004 is de boerderij Bygdøy Kongsgård bij het museum gevoegd.
Het museum heeft een groot fotoarchief met werk van Anders Beer Wilse.